# Ectropis
Ectropis es un género de polilla de la familia Geometridae. El género fue descrito por primera vez por Jacob Hübner en 1825 y se puede encontrar con distribución mundial.

## Especies
Algunas de las especies del género incluyen:
- Ectropis albobrunnea Herbulot, 1981
- Ectropis adtenuata Herbulot, 1999
- Ectropis aganopa (Meyrick, 1892)
- Ectropis albiquadrata Herbulot, 1999
- Ectropis amphitromera Prout, 1911
- Ectropis anisa Prout, 1915
- Ectropis anisoides Herbulot, 1981
- Ectropis annumerata Prout, 1925
- Ectropis argalea Meyrick, 1892
- Ectropis arizanensis Wileman, 1915
- Ectropis basalis Herbulot, 1981
- Ectropis bhurmitra (Walker, 1860)
- Ectropis bicolor Herbulot, 1972
- Ectropis bispinaria Guenée, 1857
- Ectropis bistortatoides Herbulot, 1954
- Ectropis brevifasciata Wileman, 1912
- Ectropis brooksi Holloway, 1976
- Ectropis calida Goldfinch, 1944
- Ectropis celsicola Herbulot, 1972
- Ectropis chopardi Herbulot, 1954
- Ectropis contradicta Herbulot, 1972
- Ectropis consentanea Sato, 1992
- Ectropis cornuta Herbulot, 1968
- Ectropis crepuscularia (Denis & Schiffermüller, 1775) – the engrailed, small engrailed (including E. bistortata)
- Ectropis despicata Herbulot, 1981
- Ectropis distinctaria (de Joannis, 1915)
- Ectropis dribraria (Swinhoe, 1904)
- Ectropis elaphrodes D. S. Fletcher, 1958
- Ectropis emphona (Prout, 1925)
- Ectropis excellens (Butler, 1884)
- Ectropis excursaria Guenée, 1857 – twig looper
- Ectropis floresensis Sato, 2007
- Ectropis fossa Herbulot, 1981
- Ectropis fractaria Guenée, 1857
- Ectropis fraudulenta Janse, 1932
- Ectropis gozmanyi D. S. Fletcher, 1978
- Ectropis gravis (Turner, 1947)
- Ectropis hero Viette, 1971
- [[Ectropis Herbuloti]] Sato, 2007
- Ectropis holmi D. S. Fletcher, 1958
- Ectropis ikonda Herbulot, 1981
- Ectropis inversa D. S. Fletcher, 1958
- Ectropis ischnadelpha L.B.Prout, 1932
- Ectropis lignea Goldfinch, 1944
- Ectropis longiscapia Prout, 1926
- Ectropis loxosira Prout, 1932
- Ectropis lutamentaria (Graeser, 1888)
- Ectropis maromokotra Viette, 1980
- Ectropis milloti Herbulot, 1954
- Ectropis mniara Turner, 1917
- Ectropis moderata Herbulot, 1972
- Ectropis nigripunctata Warren, 1897
- Ectropis obliqua Prout 1915
- Ectropis obliquilinea Prout, 1916
- Ectropis ocellata Warren, 1902
- Ectropis oleitincta Prout, 1931
- Ectropis paracopa Prout, 1925
- Ectropis pauliani Herbulot, 1954
- Ectropis pluto Viette, 1971
- Ectropis prospila (Prout, 1916)
- Ectropis pais Prout, 1931
- Ectropis petrozona (Lower, 1900)
- Ectropis schintlmeisteri Sato, 1992
- Ectropis scoblei Herbulot, 1999 (formerly E. despicata Herbulot, 1981)
- Ectropis sogai Herbulot, 1981
- Ectropis spoliataria (Walker, 1860)
- Ectropis subapicata (Warren, 1904)
- Ectropis sublimbata (Warren, 1911)
- Ectropis sublutea (Butler, 1880)
- Ectropis superuncina Herbulot, 1972
- Ectropis susceptaria Walker
- Ectropis ulterior Herbulot, 1954
- Ectropis vadoni Herbulot, 1954

Algunas especies que antes estaban incluidas aquí ahora se ubican en otros lugares, por ejemplo, en Calcyopa, Myrioblephara o Parectropis.